# Конкка, Унелма Семёновна
У́нелма Семёновна Ко́нкка (фин. Unelma Konkka; 21 августа 1921, Конколово, Петроградская губерния — 4 мая 2011, Лаппеэнранта, Южная Финляндия) — советская и российская поэтесса, прозаик, переводчик, фольклорист. Кандидат филологических наук, старший научный сотрудник ИЯЛИ КарНЦ РАН, член Союза писателей СССР (1981).

## Биография
Родилась в Конколово Шлиссельбургского уезда десятым ребёнком в семье ингерманландских крестьян. Родовое название дома — Корвела.
Отец — Симо Конкка, до революции был старостой деревни, избирался мировым судьёй. Он всячески поощрял чтение в своей многодетной семье, благодаря ему в доме всегда было много книг от Библии до Карла Маркса и Жан-Жака Руссо. Мать — Катри Ванханен. Всего в семье было двенадцать детей, из них пятеро умерли во младенчестве.
В начале июня 1921 года, в связи с амнистией по результатам Тартуского мирного договора, семья Конкка вернулась домой из Финляндии, куда вынуждена была бежать в 1919 году от репрессий, проводимых Советской властью по отношению к жителям Северной Ингерманландии. 21 августа родилась Унелма.
В 1931 году семью Конкка раскулачили, отца и мать с детьми Урхо и Унелмой выслали в Сибирь. После двух лет ссылки матери с детьми разрешили вернуться из Сибири, но ехать пришлось не домой, так как родной дом был конфискован, а в Карелию в село Ругозеро, где старшая сестра Унелмы, Хилма, работала учителем. Отца же, наоборот, из Западной Сибири сослали дальше, в северо-восточную Якутию, в район Верхоянска, где он и умер в 1933 году.
Затем Хилму перевели учительствовать в село Реболы, там Унелма окончила седьмой класс.
В 1936 году Унелма переехала в Петрозаводск, где 2 года училась на рабфаке, затем поступила в Педагогический институт. В 1939 году, в связи советско-финская войной, учёба была прервана. В 1940 году она продолжила учиться в Карело-Финском государственном университете, созданном на базе Педагогического института. Годы войны Унелма провела в эвакуации в Удмуртии, работала в подсобном хозяйстве Ижевского военного завода.
В 1944 году она вернулась в Петрозаводск, вскоре из эвакуации в Сыктывкар вернулся и университет, переименованный в Петрозаводский государственный. В 1946 году Унелма окончила Петрозаводский государственный университет и уехала по распределению в Тарту, где преподавала в школе русский язык и литературу.
В 1947 году она была принята в аспирантуру Петрозаводского университета. В 1948 году, взяв академический отпуск, переехала в Калевальский район, посёлок Ухта, где пять лет преподавала в школе русский язык и литературу. В 1953 году Унельма продолжила учёбу в аспирантуре по фольклористике при Институте Мировой литературы.
В 1957 году, вернувшись в Петрозаводск, она начала работать в Институте языка, литературы и истории Карельского филиала АН СССР, где и проработала следующие 20 лет.
В 1966 году защитила кандидатскую диссертацию на тему «Карельская сатирическая сказка», на её основе была издана одноимённая монография.
Также ею были опубликованы два тома карельских сказок, насчитывающие в общей сложности 1000 страниц и 171 сказку, где были представлены все регионы Карелии и основные, характерные для этих регионов сюжеты. В первый том — «Карельские народные сказки» (Наука, 1963 год) — вошли севернокарельские и сегозерские сказки, во второй том — «Карельские народные сказки. Южная Карелия» (Наука, 1967 год) — сказки ливвиков и людиков. Подлинники сказок опубликованы на местных говорах и потому могут служить важным источником для изучения карельского языка.
Унелма Конкка занималась собиранием фольклора в различных районах Карелии. Особенно её привлекали богатые народные традиции Сегозерья, где она впервые побывала в 1967 году. В Паданах, с её участием, был организован комплексный отряд, куда входили фольклористы, этнографы, языковеды и финские ученые, который в течение 1972—1976 годов проводил исследования, в результате которых вышли две книги, включающие местный фольклорный и этнографический материал.
Авторами первой — «Духовная культура сегозерских карел конца XIX — начала XX в.» (Наука, 1980 год), являются Унелма Конкка и её сын Алексей, написавший раздел о праздниках. Собранный ими материал уникален, а книга построена как публикация устных рассказов об обрядах и праздниках с сопровождающими их аналитическими статьями. В книге также представлен характерный для Сегозерья, древнейший жанр обрядового фольклора — причитания.
В 1960—1970-е годы в СССР и Финляндии значительно вырос интерес специалистов к почти не изученному жанру причитаний. В Карелии в каждом районе были свои, уникальные традиции причети. Унелма Конкка занималась их исследованием с точки зрения функций и места причитаний в похоронном и свадебном обрядах, результатом чего явилась её монография «Поэзия печали. Карельские обрядовые плачи», подготовленная к печати в 1975 году.
Ведущие российские фольклористы Борис Николаевич Путилов и Кирилл Васильевич Чистов дали работе высочайшую оценку и рекомендовали представить данную монографию в качестве докторской диссертации. Однако руководство Института совместно с партийными органами сочло исследование идеологически невыдержанным и книгу с производства сняли.
В 1985 году её монография была опубликована в Финляндии, на финском языке, в серии публикаций Общества финской литературы под названием «Ikuinen ikävä. Karjalaiset riitti-itkut» («Вечная печаль. Карельские обрядовые плачи»). Эта работа — исключительное явление в области изучения жанра, первое монографическое исследование карельских причитаний. На русском языке книга была опубликована в 1992 году. До сих пор является настольной книгой финских и карельских фольклористов.
С 2004 года проживала в Финляндии.
В 2014 году первая часть монографии «Поэзия печали» была опубликована на японском языке в переводе Рёко Ямагути.
В общей сложности Унелма Конкка является автором более ста научных публикаций.
Кроме того, Унелма Конкка известна как поэт и прозаик, пишущий на финском языке под псевдонимом Катри Корвела. С 1981 года — член Союза писателей СССР. Свои поэтические произведения она писала верлибром. Её стихи переведены на эстонский, венгерский, мордовский языки. Занималась переводами художественной литературы с финского на русский язык.
Член Финского литературного общества, Общества «Калевалы» (Хельсинки), Общества Кастрена, Международной ассоциации фольклористов, Карельского просветительского общества.

## Семья
Муж: Пекка Пертту — писатель.

Сыновья: Алексей Конкка — этнограф; Арви Пертту — писатель.

Старший брат: Юхани Конкка (1904—1970) — финский писатель .

## Фото

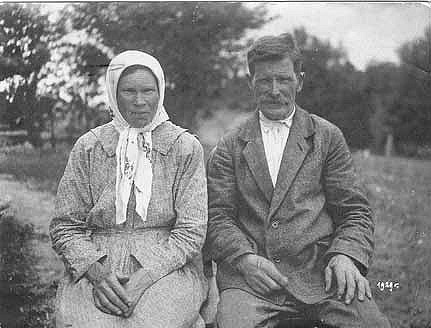
Родители Унелмы. Конколово. 1929 год
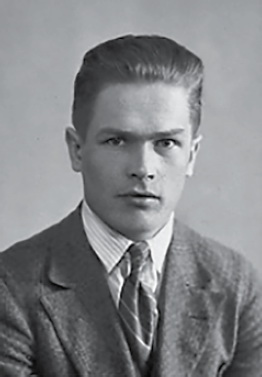
Брат Унелмы, писатель Юхани Конкка. 1931 год
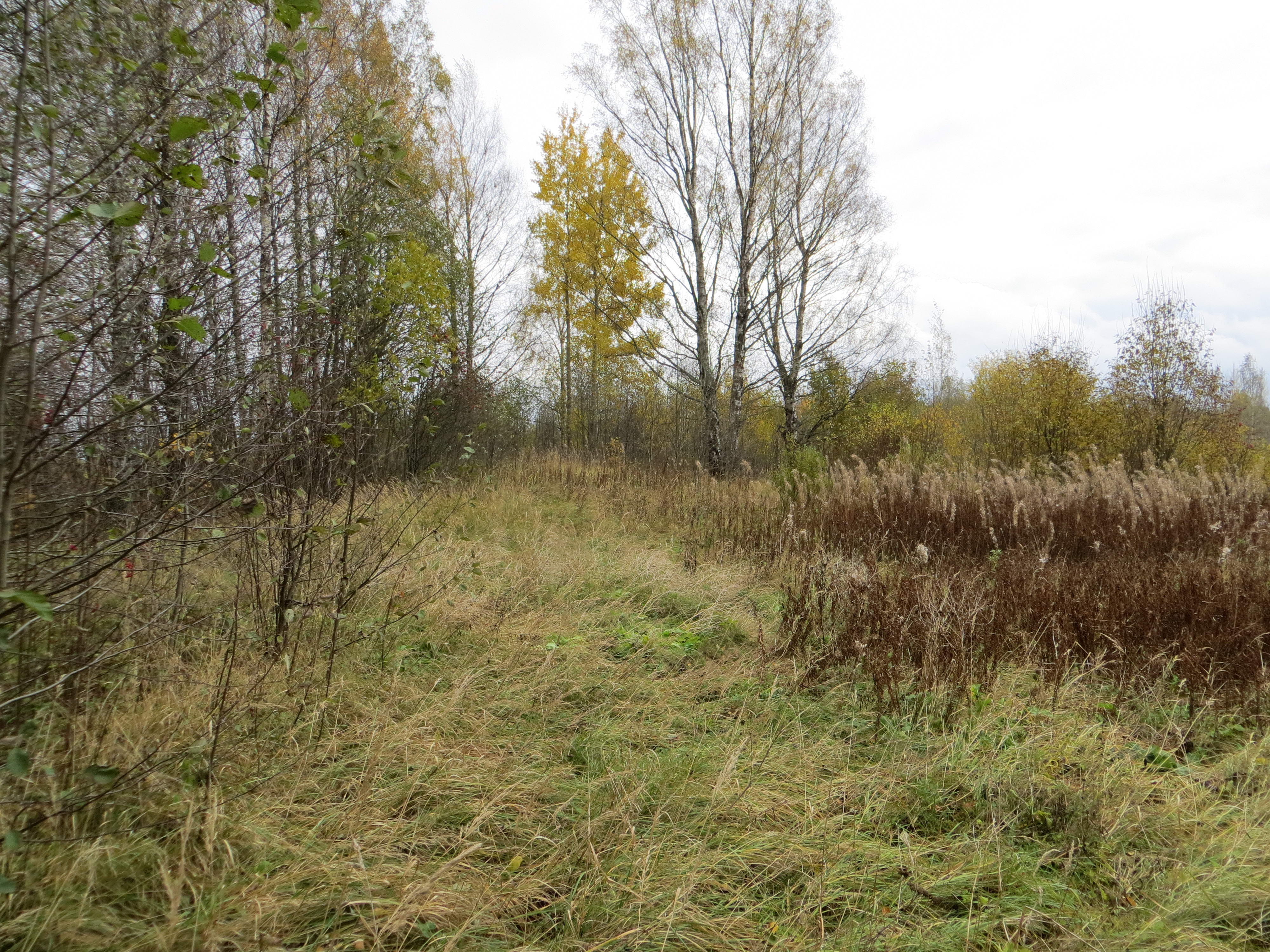
Урочище Конколово. 2014 год